# Indexfonds
Indexfonds sind Investmentfonds, die einen bestimmten Börsenindex (z. B. DAX, Dow Jones Industrial Average) möglichst exakt nachbilden. Um das zu erreichen, investieren die Fonds zum Beispiel in die dem Index zugrunde liegenden Wertpapiere im gleichen Verhältnis wie der Index. Andere Fonds nutzen Derivate (Swaps), um die Fondsperformance an den Index zu binden.
Wie exakt die Nachbildung der zugrunde liegenden Vergleichsgruppe erfolgt, wird mit dem Nachbildungsfehler angegeben. Je niedriger diese Zahl ist, umso ähnlicher verläuft die Wertentwicklung des Fonds zu der des Referenzindex. Der Großteil der Indexfonds wird in Form von börsengehandelten Fonds (ETF) angeboten. Es gibt aber auch Indexfonds, die als konventionelle Fonds aufgelegt wurden.

## Geschichte
Der erste nicht-öffentliche Indexfonds wurde im Jahr 1971 als Pensionsfonds aufgelegt und bezog sich auf die New York Stock Exchange. Der erste öffentlich zugängliche Indexfonds wurde Mitte der 1970er Jahre von John Bogle aufgelegt, um den S&P 500 nachzubilden.
In Deutschland sind Indexfonds erst mit Inkrafttreten des dritten Finanzmarktförderungsgesetzes im April 1998 möglich. Vorher war es durch rechtliche Anlagegrenzen des damaligen Gesetzes über Kapitalanlagegesellschaften (mittlerweile aufgegangen im Kapitalanlagegesetzbuch) nicht erlaubt, einen Index exakt nachzubilden. In Deutschland waren Anfang 2010 an der Deutschen Börse 550 Indexfonds registriert. Das Anlagevolumen dieser Indexfonds betrug etwa 120 Milliarden Euro. Weltweit waren im Jahre 2017 annähernd 2000 Indexfonds notiert mit einem Anlagevolumen von 1,03 Billionen US-Dollar zum Ende des Jahres 2009.

## Methoden

### Physische Indexreplikation
Physische Indexreplikation bezeichnet die Praxis, eine repräsentative Sammlung von Wertpapieren im gleichen Verhältnis wie der Zielindex zu besitzen. Entweder werden alle im Index enthaltenen Wertpapiere entsprechend der vorgegebenen Gewichtung direkt erworben, oder nur eine Auswahl davon (Sampling). Die Verwalter der Fonds erwerben die Wertpapiere in den gleichen Gewichtungen wie sie im Index vertreten sind und halten sie in einem Portfolio. Änderungen an den Wertpapierbeständen erfolgen nur periodisch, wenn Unternehmen in den Zielindex aufgenommen oder daraus entfernt werden. Physische Replikation kommt vor allem bei Aktien- und Anleihe-ETFs zum Einsatz.

### Synthetische Indexreplikation
Synthetische Indexreplikation ist eine moderne Technik, die mithilfe von Swapgeschäften mit einem anderen Finanzinstitut realisiert wird, bei der eine Kombination aus Terminkontrakten auf Aktienindizes und Investitionen in risikoarme Anleihen verwendet wird, um die Performance einer ähnlichen Gesamtinvestition in den Aktien, die den Index ausmachen, zu replizieren. Auch in diesem Fall ist eine möglichst identische Abbildung des Index und seiner Performance möglich.
Obwohl die Aufrechterhaltung der Future-Position eine etwas höhere Kostenstruktur als die physische Indexreplikation aufweist, können synthetisch replizierende Fonds zu günstigeren Steuerbedingungen führen, beispielsweise für internationale Anleger, die US-Dividendensteuern unterliegen. Außerdem haben aufgrund der geringeren Transaktionskosten synthetische Fonds für den Wertpapierhandel häufig geringere Gesamtkostenquoten als physisch replizierende Fonds.

## Vor- und Nachteile
Im Gegensatz zu Indexfonds versucht bei einem aktiv gemanagten Fonds der Fondsmanager durch eine besondere Titelselektion, die Performance eines Indexes zu übertreffen. Eine wachsende Zahl wissenschaftlicher Studien belegt jedoch, dass ein Großteil der aktiv gemanagten Fonds (bis zu 98 %) ihren Vergleichsindex nicht schlagen können und dass die kleine Gruppe aktiv gemanagter Fonds, die ihren Vergleichsindex in einer Zeitperiode schlagen, sich in ihrer Zusammensetzung ständig ändert und für die nächste Zeitperiode nicht vorhersagbar ist. Einfach ausgedrückt besagt dies, es gibt keine „exzellent gemanagten“ Fonds, welche ihren Vergleichsindex über einen längeren Zeitraum (mehr als 5 Jahre) dauerhaft schlagen können. Diese Resultate stellen die Grundidee aktiv gemanagter Fonds infrage. Verbraucherschützer und Finanzexperten empfehlen aus diesen Gründen für die meisten Anleger Indexfonds auf marktbreite Indizes als Basis der privaten Geldanlage, vor allem für den langfristigen Vermögensaufbau.
Dadurch, dass bei diesen passiv gemanagten Fonds kein aktives Management notwendig ist, sind die Managementgebühren (Gesamtkostenquote, englisch total expense ratio, abgekürzt TER) der Indexfonds im Allgemeinen mit typischerweise etwa 0,1–0,6 % deutlich niedriger als die von aktiv gemanagten Fonds mit rund 2–3 %. Durch diese für den Investor günstigere Kostenstruktur haben Banken oft kein großes Interesse an dem aktiven Vertrieb dieser Produkte. Bei professionellen Investoren und Vermögensverwaltern spielen Indexfonds allerdings eine große Rolle bei der Portfoliozusammenstellung.
Eine in Deutschland sehr beliebte Alternative zu Indexfonds sind Indexzertifikate, die jedoch zusätzlich ein Bonitätsrisiko in Bezug auf den Emittenten beinhalten, da Zertifikate Inhaberschuldverschreibungen sind. Zudem lauten viele Indexzertifikate nicht auf einen Performanceindex, sondern auf einen Kursindex, so dass von den im Index vertretenen Firmen gezahlte Dividenden nicht an die Anleger weitergereicht werden.
Ein möglicher Nachteil von nur teilweise replizierenden Indexfonds ist, dass sie das Fondsvermögen unter Umständen ausschließlich in die am schwersten gewichteten Aktien im abgebildeten Index anlegen, deren Wertentwicklung also die Entwicklung der Anlage stark bestimmt (siehe auch Indexreplikation).